# Grå feflugsnappare
Grå feflugsnappare (Stenostira scita) är en afrikansk tätting som numera placeras i den nyskapade familjen feflugsnappare.

## Utseende och läten
Grå feflugsnappare är en liten (11 cm) och mycket aktiv flugsnapparliknande fågel. Fjäderdräkten är huvudsakligen grå, med svart ögonmask samt vitt vingband och vita yttre stjärtpennor. Adulta fåglar är lätt persikofärgade på nedre delen av bröstet och buken. Ungfågeln är brunare ovan. Bland lätena hörs högfrekventa "tisee-tchee-tchee" och fallande "cher cher cher".

## Utbredning och systematik
Grå feflugsnappare placeras som enda art i släktet Stenostira. Den delas in i tre underarter med följande utbredning:
- Stenostira scita scita – häckar i sydvästra Sydafrika och övervintrar norrut till södra Namibia.
- Stenostira scita rudebecki – häckar i Lesotho och övervintrar i nordöstra Sydafrika.
- Stenostira scita saturatior – häckar i södra centrala Sydafrika och övervintrar så långt som till Fristatsprovinsen.

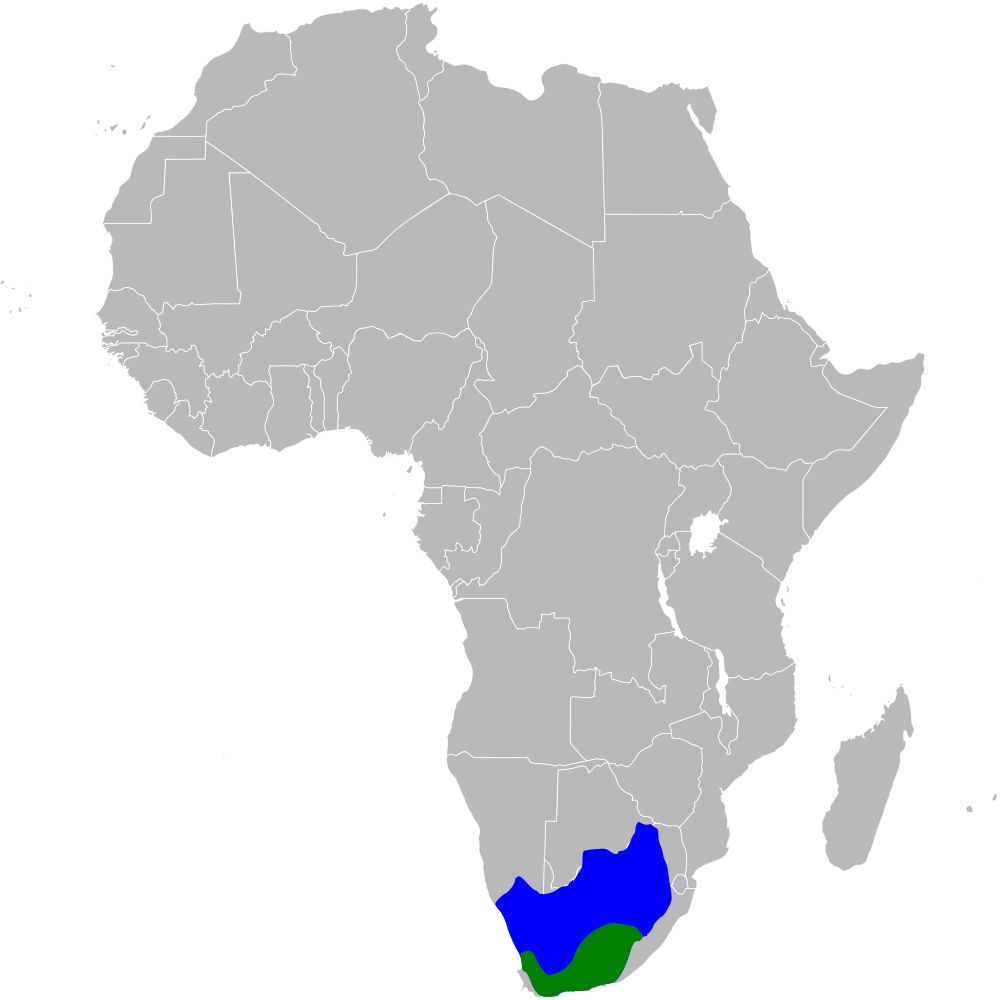
Utbredningskarta där grönt betecknar område där fågeln vistas året runt och blått övervintringsområde.

### Familjetillhörighet
Fågeln har tidigare placerats bland sångarna, men DNA-studier visar att de tillhör en liten grupp tättingar som troligen är avlägset släkt med bland annat mesar. Dessa har nyligen urskiljts till den egna familjen Stenostiridae.

## Levnadssätt
Grå feflugsnappare hittas i karroosnår och på bergshedar sommartid, vintertid i lägre liggande akaciasavann. Födan består av insekter och andra små ryggradslösa djur som flugor och mycket små skalbaggar. Fågeln häckar mellan juli och december.

## Status och hot
Arten har ett stort utbredningsområde och en stor population med stabil utveckling och tros inte vara utsatt för något substantiellt hot. Utifrån dessa kriterier kategoriserar internationella naturvårdsunionen IUCN arten som livskraftig (LC). Världspopulationen har inte uppskattats men den beskrivs som alltifrån sällsynt till vanlig.